# .ro
.ro és el domini de primer nivell territorial (ccTLD) de Romania. L'administra l'Institut Nacional de Recerca i Desenvolupament en Informàtica.

## Dominis de segon nivell
- .arts.ro
- .com.ro
- .firm.ro
- .info.ro
- .nom.ro
- .nt.ro
- .org.ro
- .rec.ro
- .store.ro
- .tm.ro
- .www.ro